# Ženevsko jezero
Ženevsko jezero (francosko Le Léman ali Lac Léman, redko Lac de Genève; italijansko Lago Lemano; nemško Genfersee; retoromansko Lai da Genevra) je ledeniško jezero v Švici (60 %) in Franciji (40 %) (Gornje Savojsko).

## Opis
Ženevsko jezero je ledeniško jezero, v katero pritekata reki Rona in Sansa, iz njega pa odteka Rona. Za Blatnim jezerom na Madžarskem je največje jezero v Srednji Evropi. 
Površina jezera znaša 582 km², od česar 348 km² pripada Švici in 234 km² Franciji. Njegova največja globina znaša 310 m. Srednja globina je 154,4 m, leži pa na nadmorski višini 372 m. Širina jezera je povprečno 14 km, dolžina pa 73 km.
Na koncu jezera pri Ženeve izteka reka Rona, ki se izliva v Sredozemsko morje.